# جک پارسونز
جان وایتساید پارسونز (انگلیسی: John Whiteside Parsons) (نام در زمان تولد مارول وایتساید پارسونز زاده: ۲ اکتبر ۱۹۱۴ وفات: ۱۷ ژوئن ۱۹۵۲) که به صورت معمول به نام جک پارسونز (انگلیسی: Jack Parsons) شناخته می‌شود یک مهندس موشک، شیمیدان و ساحر تلمایی آمریکایی بود. او در گسترش موشک نقش بسیار مهمی داشت  او با دانشگاه کالتک کالیفرنیا در ارتباط بود و یکی از کسانی بود که در تأسیس آزمایشگاه موشکی جت و کمپانی مهندسی آیروجت نقش اساسی داشت. وی همچنین به دلیل عضویت در فرقه تلما به اعمال جادوگری علاقه فراوانی داشت و از دوستان نزدیک آلیستر کراولی بود.

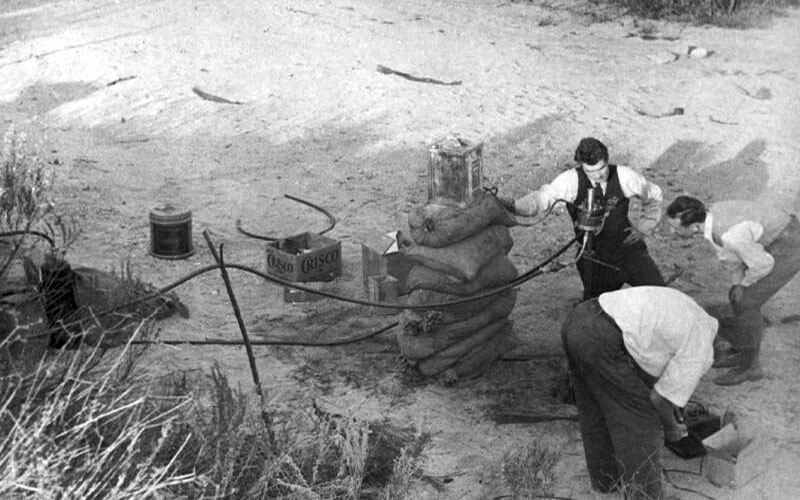
پارسونز و همکارانش در آزمایشگاه گالکیت

## زندگی
او در یک خانواده ثروتمند در لوس آنجلس کالیفرنیا متولد شد و در پاسادنا بزرگ شد. او که به نوشته‌های تخیلی علاقه زیاد داشت به مسائل موشک علاقه پیدا کرد. در سال ۱۹۲۸ شروع به آزمایش آماتور راکت کرد. او به دلیل مشکلات مالی مجبور شد که از دانشگاه استانفورد کناره بگیرد. ولیکن در سال ۱۹۳۴ با ادوارد فرمن و فرانک مالینا آزمایشگاه گالکیت را در کالتک تأسیس کرد. در سال ۱۹۳۹ او موفق شد از آکادمی ملی علوم کمک مالی برای دستگاه کمکی بلندشدن جت برای ارتش آمریکا دریافت کند. بعد از اینکه مدت کوتاهی مارکسیست بود در سال ۱۹۳۹ پارسونز به تلما علاقه‌مند شد که جنبش دینی آلیستر کراولی بود. در سال ۱۹۴۱ او به معبد تلما در کالیفرنیا پیوست. به دستور کراولی او در سال ۱۹۴۲ رئیس این معبد شد. او با کمک دوست خود ل. ران هابارد که بعدها مؤسس ساینتولوژی شد آزمایش جادویی آیین بابالون را انجام داد. این مراسم برای زنده کردن خدای تلمایی بابالون که در درون زمین زندانی شده بود انجام گردید. پارسونز این مراسم جادویی را با مارجوری کامرون ادامه داد که بعدها در سال ۱۹۴۶ با او ازدواج کرد.
هابارد بعدها از  پس اندازهای او را دزدید و پارسونز کارهای دیگری را ادامه داد و مدتی برای برنامه موشکی اسراییل کار کرد. در زمان مک کارتیسم او به جاسوسی متهم شد و دیگر نتوانست در آمریکا به کارهای موشکی ادامه دهد. پارسونز در یک انفجار در آزمایشگاه خانگی خود در سن ۳۷ سالگی از دنیا رفت. مرگ او به عنوان یک حادثه در نظر گرفته می‌شود ولیکن بسیاری دوستان او اعتقاد داشتند که او به قتل رسیده است.